# Margaret Pole

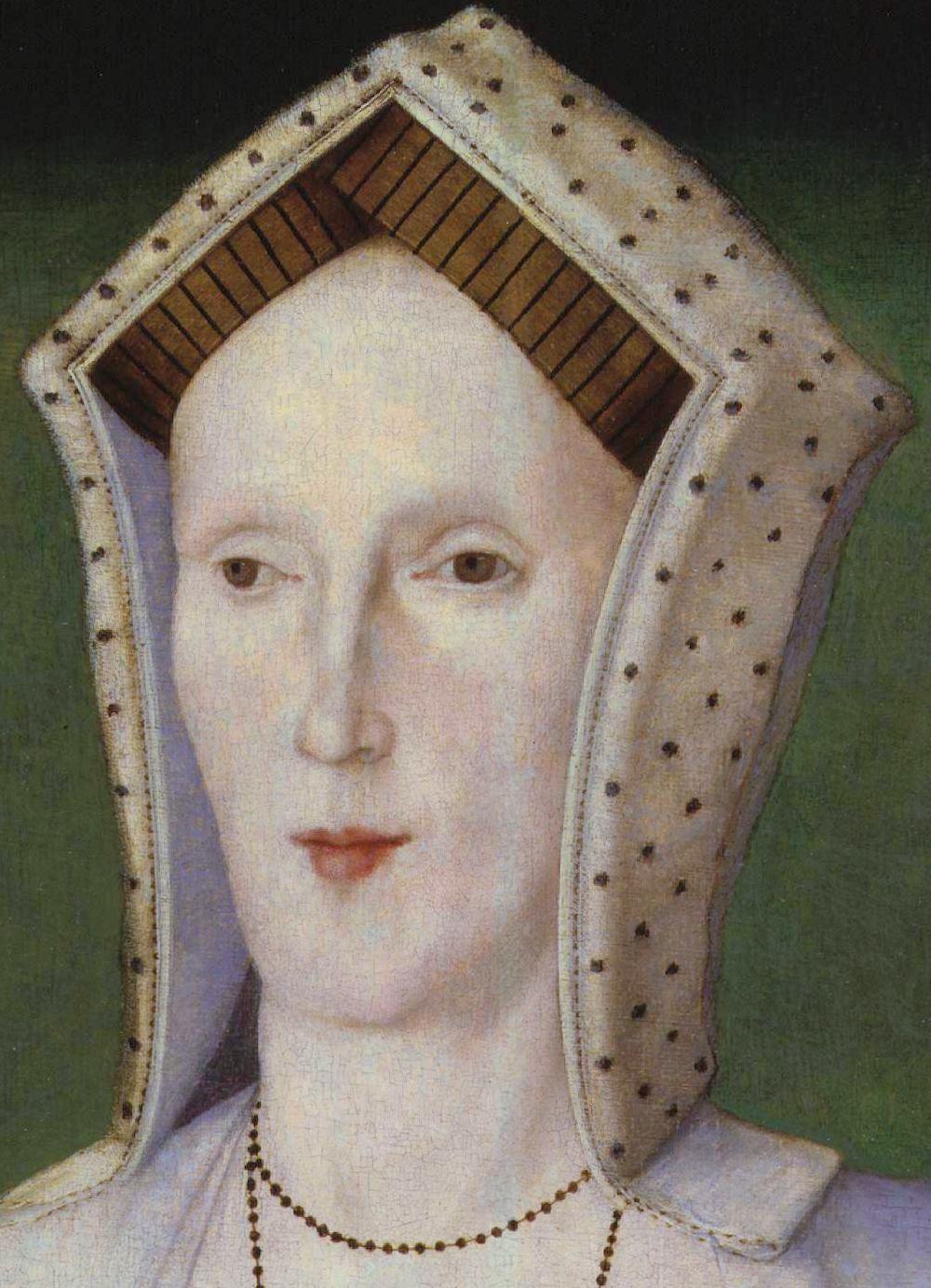
Margaret Pole, grevinna av Salisbury.

Margaret Pole, född 14 augusti 1473 i Bath i Somerset, England, död 27 maj 1541 i London, England, grevinna av Salisbury, var en engelsk hovfunktionär. Hon tog som katolik parti mot Henrik VIII:s skilsmässa, och avrättades för förräderi sedan hon dömts för delaktighet i Exeter-konspirationen.
Margaret Pole blev 1886 saligförklarad av påve Leo XIII. Hennes minnesdag är 28 maj.

## Biografi
Margaret Pole föddes på Farleigh Castle i Wiltshire. Hon var dotter till George, hertig av Clarence och Isabella Neville. Hennes far var bror till både Edvard IV och Rikard III.
År 1485 besegrades hennes farbror Rickard III av Henrik VII. Henrik VII lät två år senare fängsla hennes bror för påstått förräderi. Margaret blev samma år, 1487, av kungen bortgift med sir Richard Pole. Hon fick tre söner och en dotter. År 1499 blev hennes yngre bror Edward, earl av Warwick avrättad av Henrik VII. När kronprins Arthur gifte sig med Katarina av Aragonien år 1500, blev hon hennes hovdam och behöll denna tjänst till Katarina blev änka två år senare. Efter sin makes död 1505 tvingades hon av ekonomiska skäl bo i Syon Abbey.

### Hovkarriär
Vid Henrik VIII:s tronbestigning 1509 kunde Margaret Pole återvända till hovet när hon återigen utnämndes till hovdam åt drottningen, Katarina av Aragonien. Hon tilldelades 1512 arvet efter sin avrättade bror, earldömet Salisbury, av Henrik VIII, och blev grevinna av Salisbury. Hon blev därmed en av endast två kvinnor i 1500-talets England som ärvde en adlig titel, och blev pär i egen rätt snarare än genom giftermål. Som grevinna av Salisbury var hon den femte rikaste pären i England, och blev känd som litterär mecenat.
Pole var kunglig guvernant ("Lady mistress") med ansvar för prinsessan Maria, senare drottning Maria I av England: hon efterträdde Margaret Bourchier 1519/1520, ersattes av Amata (Jane) Boleyn, Lady Calthorpe år 1521/1522, och återinsattes sedan återigen 1525.
När kungen tog ut skilsmässa från Katarina av Aragonien, godkändes denna inte av påven. Henrik VIII förklarade då skilsmässan laglig själv genom att utropa sig till kyrkans överhuvud, och inledde därmed reformationen i England. Kungen hamnade därmed i konflikt med Englands katoliker. Margaret Pole, som katolik och som hovdam till Katarina av Aragonien och guvernant till Maria, tillhörde den opposition som inte godkände kungens skilsmässa eller reformation som laglig.
År 1533 förklarades prinsessan Maria vara illegitim och hennes hushåll upplöstes, varmed Pole förlorade sin tjänst och lämnade hovet. 1535 föreslog den spanska ambassadören att hon skulle få ansvaret för Maria, men förslaget avvisades av kungen. Hon tilläts tillfälligt återvända till hovet efter Anne Boleyns avrättning 1536, men förvisades snart igen.

### Åtal och död
Margaret Poles tre överlevande söner Reginald Pole, Henry Pole, baron Montagu och Geoffrey Pole kom alla att vara inblandade i den så kallade Exeter-konspirationen, en katolsk sammansvärjning mot kungen som avslöjades 1538. Konspirationens mål var att avsätta kungen till förmån för katoliken Henry Courtenay, 1:e markis av Exeter. Den katolska kardinalen Reginald Pole, som befann sig i exil, hade förhandlat med främmande katolska makter och stått i kontakt med sina bröder i England för detta ändamål. Geoffrey Pole greps i augusti 1538, och i november arresterades även Henry Pole, Henry Courtenay och 
Margaret Pole och fängslades i Towern.
Thomas Cromwell producerade en tunika av typen 'Five Wounds of Christ', som påstods vara en symbol för önskan att placera katoliken prinsessan Maria på tronen framför Henrik VIII. Denna hade inte lagts fram förrän sex månader efter hennes arrestering och visitering och var troligen en förfalskning. 
1539 dömdes Margaret Pole, hennes äldste son Henry Pole, baron Montagu, och Henry Courtenay, 1:e markis av Exeter till döden för förräderi. I samband med detta förlorade de även sina titlar och egendom. Hennes yngre son Geoffrey Pole frikändes. Dödsdomen verkställdes inte, och de dödsdömda kvarhölls i fängelset fram till den tidpunkt kungen fann det lämpligt att verkställa domen.
Margaret Pole avrättades 27 maj 1541 i Towern. Hon informerades samma morgon som sin avrättning om att hon skulle dö inom en timma. Hon uttryckte sin förvåning över att hon skulle avrättas, då hon inte hade begått eller dömts för något brott. Eftersom hon var av adlig börd avrättades hon i Towern istället för det närliggande Tyburn Hill. Det fanns omkring 150 vittnen till avrättningen.
Margaret Pole beskrivs som skör och sjuk. Hon släpades till avrättningsstocken och vägrade lägga ned huvudet då hon menade att endast förrädare dog på det sättet, och att hon var oskyldig till förräderi. Hon tvingades ned. Bödeln beskrivs som en oerfaren yngling, som ska ha utförts avrättningen på ett inkompetent och oskickligt sätt, vilket orsakade svåra lidanden. Han ska ha hackat hennes huvud och axlar i bitar snarare än att hugga av henne nacken. Hon höggs elva gånger innan hon dog.
Margaret Poles son Reginald Pole, ärkebiskop av Canterbury, sade att han "aldrig tvekade att kalla sig son till en martyr".
En populär ballad från samtiden beskriver hennes attityd inför domarna:
For traitors on the block should die,
I am no traitor, no, not I!
My faithfulness stands fast and so, 
Towards the block I shall not go!
Nor make one step, as you shall see,
Christ in Thy Mercy, save Thou me!